# Arthur Degerman
Johan Arthur Degerman, född 6 april 1903 i Skellefteå församling, död 3 september 1976 i Byske församling, var en svensk präst.
Degerman var son till hemmansägaren Olof Degerman och Hulda Stenlund. Han blev teologie kandidat 1935, prästvigdes samma år, fick missiv till Skellefteå landsfiskalsdistrikt, Hortlax församling och Norrfjärdens församling, blev kyrkoadjunkt i Gällivare församling 1938, kyrkoherde i Korpilombolo församling 1940, i Karl Gustavs församling 1948, i Byske församling 1956 och pensionerades 1968. Degerman var sedan 1933 gift med Hilda Mathilda Lundgren, med vilken han hade tre barn.
År 1964 förde Degerman talan för en delegation till Luleåbiskopen Ivar Hylander. I delegationen deltog representanter för olika kyrkliga grupperingar som under en tid lyckades avstyra den första prästvigningen av en kvinna, Ylwa Gustafsson, i Luleå stift. Delegationens resultat var ett uttryck för ett starkt kvinnoprästmotstånd i stiftet.